# Carmen Dolores
Carmen Dolores (Lisboa, 22 de abril de 1924 – Ibidem, 16 de febrero de 2021) fue un actriz portuguesa de cine, televisión y teatro, reconocida por aparecer en producciones como Camões y Chuva de Maio. Recibió numerosos premios en su carrera y fue nombrada Oficial de la Orden del Mérito de Portugal. Fue reconocida además en la categoría de mejor actriz de teatro en los Globos de Oro de Portugal de 2004.
La actriz falleció en Lisboa el 16 de febrero de 2021 a los noventa y seis años.

## Filmografía

### Televisión
- 1964 - O Óleo
- 1966 - A Bela Doroteia
- 1967 - Frei Luís de Sousa
- 1968 - A Chave
- 1972 - A Senhora das Brancas Mãos
- 1987 - Cobardias
- 1988 - Passerelle
- 1990 - Chuva de Maio
- 1991 - Claxon
- 1993 - A Viúva do Enforcado
- 1993 - A Banqueira do Povo
- 1999 - A Lenda da Garça
- 2000 - Casa da Saudade

### Cine
- Amor de Perdição (1943)
- Um Homem às Direitas (1945)
- A Vizinha do Lado (1945)
- Camões (1946)
- Três Espelhos (1947)
- A Garça e a Serpente (1952)
- O Princípio da Sabedoria (1975)
- Balada da Praia dos Cães (1987)
- A Mulher do Próximo (1988)